# Kelvin Edward Felix
Kelvin Edward Felix   (Roseau, 15 de febrer de 1933 - Castries, 30 de maig de 2024) va ser l'arquebisbe catòlic emèrit de Castries. Esdevingué cardenal al consistori celebrat el 22 de febrer de 2014.

## Biografia
Kelvin Felix va néixer a Dominica el 15 de febrer de 1933. Va ser ordenat prevere de l'Església Catòlica el 8 d'abril de 1956. El 1962 abandonà les Índies Occidentals per anar a la Universitat de Sant Francesc Xavier, on va obtenir un diploma en educació per adults el 1963, i obtingué un Màster de la Universitat de Notre Dame a Indiana en Sociologia i Antropologia el 1967 i completà estudis de postgraduat en sociologia a la universitat de Bradford a Yorkshire, Anglaterra, el 1970. Felix va ser el Principal de la Universitat Catòlica a Dominica entre 1972 i 1975 i Secretari General Associat de la Conferència d'Esglésies Caribenyes entre 1975 i 1981.

### Arquebisbe de Castries
Felix va ser consagrat arquebisbe el 5 d'octubre de 1981, servint com a President de la Conferència episcopal de les Antilles entre 1991 i 1997 i President de la Conferència d'Esglésies Caribenyes entre 1981 i 1986. La província eclesiàstica de Castries, de la qual Flexix era el Metropolità, inclou St. George's-in-Grenada, Roseau, Dominica i St. John's-Basseterre, Antigua/St. Kitts. La diòcesi de Kingstown era sufragània de l'arquebisbat de Castries fins al 2011, quan va ser transferida a l'arquebisbat de Port of Spain. A més de l'administració de l'església catòlica a Saint Lucia, l'arquebisbe Felix era responsable de 33 escoles primàries, 2 escoles secundàries, una escola vocacional femenina, 2 llars d'ancians, un hospici pels vagabunds i un orfenat.
El 12 d'abril de 2006, Felix va ser atacat i agafat pel coll per un home amb un ganivet, tot just quan acabà el sermó del vespre a la catedral basílica de la Immaculada Concepció de Castries. L'home va córrer darrere de Felix, qui era conscient d'un moviment de serra a la gola, i després el va empènyer cap enrere.
En apropar-se la seva edat de retir, Felix demanà al Vaticà que es nomenés un arquebisbe coadjutor per assegurar una transició tranquil·la a l'arxidiòcesi. El 19 de juliol de 2007 el bisbe Robert Rivas de la diòcesi de Kingstown va ser nomenat arquebisbe coadjutor de la diòcesi de Castries. La seva instal·lació va ser el 14 d'octubre de 2007. Des del seu retir, Felix tornà a Dominica on ajuda en parròquies menors.

### Cardenal
El Papa Francesc va fer cardenal a Kevin Felix el 22 de febrer de 2014 pel seu servei a l'Església, amb el títol de Cardenal prevere de Santa Maria della Salute a Primavalle.

## Honors
- Doctorat Honorífic en Dret per la Universitat St. Francis Xavier University, Nova Scotia - 1986
- Oficial de l'orde de l'Imperi Britànic pels serveis públics en la religió i l'educació – 13 de juny de 1992
- Medalla d'Honor de Dominica pel Servei Meritori – 1999
- Medalla d'Honor de l'orde de Santa Lucia pels serveis a la religió per part del govern de Santa Lucia - 2002